# 2026年アジアパラ競技大会
2026年アジアパラ競技大会は、 2026年に開催される予定の第5回アジアパラ競技大会。名古屋市は日本で最初のアジアパラ競技大会の開催都市となる。

## 開催都市決定までの流れ
2010年以降、アジアパラ競技大会は、通常、同じ開催国で開催されるアジア競技大会の後に開催されている。アジアパラリンピック委員会は、2018年に名古屋市を訪問した後、2022年3月29日に愛知県名古屋市が第5回アジアパラ競技大会の開催地となることを発表した。名古屋市は、2016年9月26日にアジアオリンピック評議会から2026年アジア競技大会の開催地として選出されていた。

## 参加予定国・地域
| 参加各国選手団 |
| --- |
| - アフガニスタン - オーストラリア - バーレーン - バングラデシュ - ブータン - ブルネイ - カンボジア - 中国 - 香港 - インド - インドネシア - イラン - イラク - 日本 (主催国) - ヨルダン - カザフスタン - クウェート - キルギス - ラオス - レバノン - マカオ - マレーシア - モルディブ - モンゴル - ミャンマー - ネパール - ニュージーランド - 北朝鮮 - オマーン - パキスタン - パレスチナ - フィリピン - カタール - サウジアラビア - シンガポール - 韓国 - スリランカ - シリア - チャイニーズタイペイ - タジキスタン - タイ - 東ティモール - トルクメニスタン - アラブ首長国連邦 - ウズベキスタン - ベトナム - イエメン |

## 実施競技
18競技が行われる予定
 
| 2026年アジアパラ競技大会実施競技 |
| --- |
| - アーチェリー - 陸上競技 - バドミントン - ボッチャ - 自転車競技 - トラック - ブラインドフットボール - ゴールボール - 柔道 - パワーリフティング - シッティングバレーボール - 射撃 - 競泳 - 卓球 - テコンドー - 車いすバスケットボール - パラフェンシング - 車いすテニス - 車いすラグビー |

## 施設

### 競技会場
計19ヶ所の会場が使用される

#### 名古屋市
|   | 会場                           | 競技                     | 収容可能人数 |
| - | ------------------------------ | ------------------------ | ------------ |
| 1 | パロマ瑞穂スタジアム           | 開会式、閉会式、陸上競技 | 35,000       |
| 2 | 名古屋市総合体育館             | ボッチャ                 | 10,000       |
| 2 | 名古屋市総合体育館             | 競泳                     | 3,500        |
| 3 | 愛知国際アリーナ               | 車いすバスケットボール   | 15,000       |
| 4 | 愛知県武道館                   | 柔道                     | 1,500        |
| 5 | パロマ瑞穂アリーナ             | テコンドー               | 1,200        |
| 6 | 名古屋市東山公園テニスセンター | 車いすテニス             | 4,000        |
| 7 | 稲永スポーツセンター           | パラフェンシング         | 2,232        |
| 8 | 名古屋市中小企業振興会館       | パワーリフティング       |              |
| 9 | 鶴舞公園                       | ブラインドフットボール   |              |

#### その他の市
|   | 会場                       | 市     | 競技                     | 収容可能人数 |
| - | -------------------------- | ------ | ------------------------ | ------------ |
| 1 | 岡崎中央総合公園多目的広場 | 岡崎市 | アーチェリー             |              |
| 2 | 岡崎中央総合公園総合体育館 | 岡崎市 | シッティングバレーボール | 4,673        |
| 3 | 一宮市総合体育館           | 一宮市 | バドミントン             | 2,000        |
| 4 | ウィングアリーナ刈谷       | 刈谷市 | 車いすラグビー           | 2,376        |
| 5 | 豊橋市総合体育館           | 豊橋市 | ゴールボール             | 3,000        |
| 6 | 愛知県総合射撃場           | 豊田市 | 射撃                     |              |
| 7 | スカイホール豊田           | 豊田市 | 卓球                     | 6,500        |

#### その他の県
- 静岡県

| 会場                                        | 市     | 競技                    | 収容可能人数 |
| ------------------------------------------- | ------ | ----------------------- | ------------ |
| 伊豆ベロドローム                            | 伊豆市 | 自転車競競技 (トラック) | 3,600        |
| 日本サイクルスポーツセンター5キロサーキット | 伊豆市 | 自転車競技 (ロード)     |              |

## 宿泊施設

### 選手団宿泊施設
通常、選手団宿泊施設として選手村を建設するが、物価高や資材不足などにより費用が嵩み、複数の既存の施設を活用することとなった。19施設を選手・チーム役員の宿泊拠点として原則、競技ごとの配宿する予定。
| 宿泊エリア/場所      | 競技                     | 拠点数 |
| -------------------- | ------------------------ | ------ |
| 名古屋港ガーデンふ頭 | 卓球                     | 1      |
| 名古屋港ガーデンふ頭 | 車いすバスケットボール   | 1      |
| 名古屋港ガーデンふ頭 | 車いすフェンシング       | 1      |
| 名古屋港ガーデンふ頭 | 車いすテニス             | 1      |
| 名古屋市内のホテル   | 陸上競技                 | 8      |
| 名古屋市内のホテル   | ブラインドサッカー       | 8      |
| 名古屋市内のホテル   | ボッチャ                 | 8      |
| 名古屋市内のホテル   | 柔道                     | 8      |
| 名古屋市内のホテル   | パワーリフティング       | 8      |
| 名古屋市内のホテル   | テコンドー               | 8      |
| 愛知県内のホテル     | アーチェリー             | 8      |
| 愛知県内のホテル     | ゴールボール             | 8      |
| 愛知県内のホテル     | 射撃                     | 8      |
| 愛知県内のホテル     | 競泳                     | 8      |
| 愛知県内のホテル     | シッティングバレーボール | 8      |
| 愛知県内のホテル     | 車いすラグビー           | 8      |
| 愛知県外のホテル     | バドミントン             | 3      |
| 愛知県外のホテル     | 自転車競技               | 3      |
| 計                   |                          | 19     |

## エンブレム

2026年アジアパラ競技大会のエンブレム

2026年アジアパラ競技大会の公式エンブレムは、2023年12月25日に発表された。アジア競技大会のロゴを彷彿とさせる形を取り入れているが、独自のアイデンティティを持ち、アジアパラ競技大会の炎と日本国旗の色を用いたエンブレムとなっている。  愛知・名古屋大会から今後のアジアパラ競技大会へ絶えることなく熱きこころが繋がっていく持続性も表している。

## スローガン
2026年アジアパラ競技大会の公式モットーである「Imagine One Heart こころを、ひとつに。」は、エンブレムと同じ日に発表された。アジア競技大会のモットーと同様に、アジアパラ競技大会が障害の有無にかかわらず、人々の間の障壁を打ち破るためにどのように機能するかを象徴し、私たちを結びつける多くの共通点があることを示している 。
また、 競技場に立つパラアスリートたち、ひとりひとりの熱い想いを、想像でき、誰もがこころをひとつにする大会となるような言葉として決定された。アジア競技大会 愛知・名古屋「IMAGINE ONE ASIA ここで、ひとつに。」と対になり、その意味をさらに深める言葉となっている。

## マスコット
愛知県名古屋2026アジアパラ競技大会組織委員会は大会開始まで2年間を切ったことを祝うために、大会公式マスコットを発表した。製作者は兒玉真一。
炎がテーマとなったアジア競技大会のマスコット「ホノホン」と対になるように、水（愛知の風土）をテーマにした。モノづくり王国・愛知を支える「水」が愛知・名古屋の守り神であるシャチホコとひとつになって生まれた。ウズミンという名前は、「水」から発想を広げて「渦」と「泉」という言葉を基にしている。ここには、パラアスリートたちの熱い想いが「渦」となって愛知・名古屋に集まり、そこで生まれた感動が「泉」のように 湧き上がって、アジア中に広がっていく大会となってほしいという願いが込められている。

## 情報技術
今大会では新たにアジアパラ競技大会情報システム（APGIS）を開発し、大会で運用する予定である。このシステムには以下のような機能が実装される。
- 大会管理システム（GMS）
- 大会結果システム（GRS）... 競技結果の収集・管理を行う。
- 情報配信
  - IIS（Internet Interface System) ... インターネット向けの情報配信システム。
  - Games INFO（INFO/MY INFO）... 大会関係者向けの情報配信システムのこと。
- 大会支援システム ... 監視など大会システムの正常稼働を支える。

また、気温や降水量等の気象情報がAPGISを通じて大会関係者や観客に提供される予定である。

## 大会プロモーション

### 大会アンバサダー
- INI
- 大久保佳代子
- 武井咲
- 松平健

### ロゴマーク
このアジアパラ競技大会やアジア競技大会を契機とした地元企業や団体、個人による大会の機運醸成や地域の活性化につながる取組を応援するため、愛知県と名古屋市は独自のロゴマーク「ＭＯＶＥ ＯＮ 2026」を制作した。足はAichiの「A」、腕はNagoyaの「N」をモチーフとしている。
大きく腕を振って走るシルエットをデザイン化することで、地域が一丸となって次のステージや未来に向かって前進する姿を表現している。

## 文化プログラム
今大会ではアジア、日本、愛知・名古屋の歴史、文化芸術、自然、産業等の魅力を紹介・発信する文化プログラムを大会期間の前・中・後に実施する予定。

### Aichi-Nagoya 2026 公認文化プログラム
Aichi-Nagoya 2026 公認文化プログラムとは、様々な団体が主催する歴史、文化、芸術、自然、産業等の魅力を発信するイベントを公認文化プログラムとして、組織委員会が認証する制度のこと。この認証を受けた事業は「Aichi-Nagoya 2026 公認文化プログラム」の名称や公認文化プログラムマークの使用が可能となり、大会公式HPや公式SNSでその事業の情報発信がされる。